# 1810
1976 (MDCCCX) a fost un an obișnuit al calendarului gregorian, care a început într-o zi de luni.

## Evenimente

### Martie
- 11 martie: Napoleon se căsătorește cu Marie-Louise a Austriei.

### Iulie
- 9 iulie: Napoleon anexează Regatul Olandei.
- 20 iulie: Columbia își declară independența față de Spania.

### Octombrie
- 17 octombrie: Are loc primul festival Oktoberfest, la München, în Regatul Bavariei.

## Arte, științe, literatură și filozofie
- 27 aprilie: Beethoven compune faimoasa piesă pentru pian, Für Elise.
- Johann Wolfgang von Goethe publică Teoria culorilor.

## Nașteri
- 12 ianuarie: Ferdinand al II-lea al Celor Două Sicilii (d. 1859)
- 22 februarie: Frédéric Chopin, compozitor polonez (d. 1849)
- 2 martie: Papa Leon XIII (n. Gioacchino Pecci), (d. 1903)
- 8 iunie: Robert Schumann, compozitor german (d. 1856)
- 29 august: Juan Bautista Alberdi, scriitor argentinian (d. 1884)
- 30 noiembrie: Oliver Fisher Winchester, fabricant de arme și muniții american (d. 1880)
- 11 decembrie: Alfred de Musset, poet francez (d. 1857)

## Decese
- 23 februarie: Henry Cavendish, 78 de ani, chimist și fizician englez (n. 1731)
- 19 iulie: Louise de Mecklenburg-Strelitz (n. Luisa Augusta Wilhelmina Amelia), 34 ani, soția regelui Frederick William al III-lea al Prusiei (n. 1776)
- 2 noiembrie: Prințesa Amelia a Regatului Unit, 27 ani, fiica regelui George al III-lea al Regatului Unit (n. 1783)
- 13 noiembrie: Marie Josephine Louise de Savoia (n. Maria Giuseppina Luigia), 57 ani, soția regelui Ludovic al XVIII-lea al Franței (n. 1753)